# Marguerite Émilie Chalgrin
Marguerite Émilie Félecité Chalgrin (n. 20 iulie 1760, Bayonne, Aquitaine, Franța – d. 24 iulie 1794, Paris, Prima Republică Franceză) a fost o pictoriță aristocrată franceză care a fost ucisă prin ghilotinare în 1794.
Chalgrin este fiica pictorului francez Claude Joseph Vernet și a Virginiei Parker.
În 1776, s-a căsătorit cu arhitectul Jean-François Chalgrin⁠(d), care a câștigat Prix de Rome în 1758. Claude Joseph Vernet i-a dat fiicei sale o zestre de 40.000 de franci și i-a dat ginerelui său tabloul Les Cascatelles de Tivoli.
În 1777, Chalgrin a născut o fiică, Louise-Josèphe. Cu toate acestea, căsătoria ei nu a fost armonioasă și în 1782 Jean-François Chalgrin și-a abandonat familia.
Din 1790, Chalgrin a avut o relație cu baronul Antoine Pierre Piscatory (1760-1852).
În timpul Revoluției, Émilie s-a refugiat alături de prietena ei, Rosalie Filleul, la Hôtel de Travers, situat pe rue Bois-Le-Vent, în Passy, în apropiere de Château de la Muette⁠(d).
În timpul Terorii, Rosalie comite imprudența de a încredința unui comerciant de vechituri mai multe piese de mobilier de la Château de la Muette, fără să știe că acestea purtau semne regale.
Marguerite este denunțată în fața Comitetului General de Securitate⁠(d) și, prinsă în flagrant la comerciantul ei de antichități, este acuzată de complicitate la furt și ascundere de obiecte aparținând Republicii. Au fost găsite în casa ei o lumânare⁠(d) purtând ștampila casei Provence⁠(d), în valoare de 20 de lire sterline.
A fost acuzată de „arderea lumânărilor națiunii”, găsită vinovată și condamnată la moarte de Tribunalul Revoluționar⁠(d). A fost ghilotinată în Place du Trône-Renversé⁠(d) la 24 iunie 1794, cu trei zile înainte de nunta fiicei sale Louise-Josèphe.